# NGC 6861F
NGC 6861F is een balkspiraalstelsel in het sterrenbeeld Telescoop. Het hemelobject werd op 30 juli 1826 ontdekt door de Britse astronoom John Herschel.

## Synoniemen
- ESO 233-43
- PGC 64219